# Jiří Tlustý
Jiří Tlustý (* 16. März 1988 in Slaný, Tschechoslowakei) ist ein ehemaliger tschechischer Eishockeyspieler. Der linke Flügelstürmer bestritt zwischen 2007 und 2016 über 400 Spiele für die Toronto Maple Leafs, Carolina Hurricanes, Winnipeg Jets und New Jersey Devils in der National Hockey League.

## Karriere
Jiří Tlustý begann seine Karriere in den Juniorenmannschaften des HC Kladno, der für seine gute Nachwuchsarbeit bekannt ist und schon NHL-Führungsspieler wie Jaromír Jágr, Patrik Eliáš und Tomáš Kaberle hervorgebracht hat. Mit 14 Jahren spielte er schon in Kladnos U18-Mannschaft und überflügelte Mitspieler und Gegner, die bis zu vier Jahre älter waren. Ab 2003 wurde er dann bei den U20-Junioren eingesetzt und auch hier konnte er sich durchsetzen, so dass er schon in der Spielzeit 2005/06 in der Herrenmannschaft des HC Kladno, die in der tschechischen Extraliga spielt, eingesetzt wurde. Aufgrund des überdurchschnittlichen Talents und dem großen Durchsetzungsvermögen wurde Tlustý während des NHL Entry Draft 2006 in der ersten Runde an 13. Stelle von den Maple Leafs ausgewählt (gedraftet). Bis dahin hatte er mit Kladno in Tschechien einen U18- und zwei U20-Titel gewonnen.
Im Sommer 2006 unterzeichnete er einen Drei-Jahres-Vertrag mit den Maple Leafs und wechselte nach Nordamerika zu den Sault Ste. Marie Greyhounds aus der Ontario Hockey League, die sich während des CHL Import Draft 2005 die CHL-Rechte an Tlustý gesichert hatten. In der Saison 2006/07 hatte er mit einer Ellenbogen-Verletzung zu kämpfen und führte die Greyhounds trotzdem bis ins Halbfinale der OHL-Playoffs. Neben seinen Einsätzen in der OHL absolvierte er auch einige Spiele in der American Hockey League für die Toronto Marlies, dem Farmteam der Maple Leafs.
Im Sommer 2007 nahm er zunächst am Prospect Camp der Maple Leafs teil, bevor er das Trainingslager und die Vorbereitungsspiele im NHL-Kader der Maple Leafs bestritt. Allerdings schaffte er den Sprung in den NHL-Kader zunächst nicht, sondern wurde wieder bei den Marlies in der AHL eingesetzt. Am 26. Oktober 2007 debütierte er in der NHL gegen die Pittsburgh Penguins und erzielte in diesem Spiel gleich zwei Tore. Ab diesem Zeitpunkt gehörte Tlustý ununterbrochen dem NHL-Kader der Toronto Maple Leafs an. Im ersten Junior Draft der Kontinentalen Hockey-Liga im Sommer 2009 wurde er in der zweiten Runde an 43. Stelle von Atlant Mytischtschi ausgewählt, die sich somit seine Transferrechte bei einem Wechsel in die KHL sicherten.
Nach sechs Jahren und über 250 NHL-Einsätzen gaben ihn die Hurricanes im Februar 2015 an die Winnipeg Jets ab und erhielten im Gegenzug ein Drittrunden-Wahlrecht sowie ein erfolgsabhängiges Sechstrunden-Wahlrecht für den NHL Entry Draft 2016. In Winnipeg beendete der Flügelstürmer die Saison 2014/15, erhielt jedoch darüber hinaus keinen Vertrag, sodass er sich im September 2015 als Free Agent den New Jersey Devils anschloss. Dort beendete er die Spielzeit 2015/16 und erhielt dabei kein weiterführendes Vertragsangebot von den Devils, sodass er im Oktober 2016 nach Europa zurückkehrte und sich Oulun Kärpät aus der finnischen Liiga anschloss. Sein dortiger Probevertrag wurde infolge von anhaltenden Verletzungsproblemen noch im Dezember 2016 aufgelöst, bevor Tlustý aufgrund einer Handgelenkverletzung gezwungen war, seine aktive Karriere zu beenden.

### International
Für die U18-Junioren-Nationalmannschaft nahm Tlustý an der U18-Junioren-Weltmeisterschaft 2005 und 2006, als die Bronzemedaille gewonnen und er in das All-Star-Team des Turniers gewählt wurde, teil. Außerdem wurde er 2006 auch in die Junioren-Nationalmannschaft berufen und nahm mit dieser an der U20-Junioren-Weltmeisterschaft 2006 teil.
Mit den tschechischen Herren nahm er an der Weltmeisterschaft 2013 teil.

## Erfolge und Auszeichnungen
- 2003 Tschechischer U18-Meister mit dem HC Kladno
- 2004 Tschechischer U20-Meister mit dem HC Kladno
- 2006 Tschechischer U20-Meister mit dem HC Kladno
- 2006 Bronzemedaille bei der U18-Junioren-Weltmeisterschaft
- 2006 All-Star-Team der U18-Junioren-Weltmeisterschaft
- 2007 OHL Second All-Rookie Team

## Karrierestatistik

### International
Vertrat Tschechien bei:
| - World U-17 Hockey Challenge 2005 - U18-Junioren-Weltmeisterschaft 2005 - U18-Junioren-Weltmeisterschaft 2006 | - U20-Junioren-Weltmeisterschaft 2006 - Weltmeisterschaft 2013 |

(Legende zur Spielerstatistik: Sp oder GP = absolvierte Spiele; T oder G = erzielte Tore; V oder A = erzielte Assists; Pkt oder Pts = erzielte Scorerpunkte; SM oder PIM = erhaltene Strafminuten; +/− = Plus/Minus-Bilanz; PP = erzielte Überzahltore; SH = erzielte Unterzahltore; GW = erzielte Siegtore; 1 Play-downs/Relegation; Kursiv: Statistik nicht vollständig)